# Lebia cyanipennis
Lebia cyanipennis är en skalbaggsart som beskrevs av Pierre François Marie Auguste Dejean. Lebia cyanipennis ingår i släktet Lebia och familjen jordlöpare. Inga underarter finns listade i Catalogue of Life.